# Listă de filme braziliene din 2006
Aceasta este o listă de filme braziliene din 2006:

## Lista
| Titlu                                | Regizor               | Actori                                               | Gen            | Note                                      |
| ------------------------------------ | --------------------- | ---------------------------------------------------- | -------------- | ----------------------------------------- |
| A Concepção                          |                       |                                                      | Drama          |                                           |
| A Mochila do Mascate                 |                       |                                                      | Documentary    |                                           |
| Acredite, um Espírito Baixou em Mim  |                       |                                                      | Comedy         |                                           |
| Akai                                 |                       |                                                      |                |                                           |
| Antônia                              | Tata Amaral           |                                                      | Drama, Musical |                                           |
| Anjos do Sol                         |                       |                                                      | Drama          |                                           |
| Atos dos Homens                      |                       |                                                      | Documentary    |                                           |
| Árido Movie                          |                       |                                                      | Drama          |                                           |
| Batismo de Sangue                    |                       | Caio Blat                                            | Drama          |                                           |
| Brasília 18%                         |                       |                                                      | Drama          |                                           |
| Cobrador: In God We Trust            |                       | Lázaro Ramos                                         | Drama          |                                           |
| Corações Desertos                    |                       |                                                      | Drama          |                                           |
| Crime Delicado                       |                       |                                                      | Drama          |                                           |
| Depois Daquele Baile                 |                       |                                                      | Comedy         |                                           |
| Didi - O Caçador de Tesouros         |                       |                                                      | Family         |                                           |
| Eu Me Lembro                         |                       |                                                      | Drama          |                                           |
| Fica Comigo Esta Noite               |                       |                                                      | Comedy         |                                           |
| Gatão de Meia Idade                  |                       |                                                      | Comedy         |                                           |
| Hércules 56                          |                       |                                                      | Documentary    |                                           |
| Lower City                           | Sérgio Machado        | Wagner Moura, Alice Braga, Lázaro Ramos              | Drama          | Screened at the 2005 Cannes Film Festival |
| Memórias da Chibata                  | Marcos Manhães Marins | Léa Garcia                                           | Drama          | Best film in Divercine,Uruguay            |
| Muito Gelo e Dois Dedos D'Água       |                       | Thiago Lacerda                                       | Comedy         |                                           |
| Mulheres do Brasil                   |                       |                                                      | Drama          |                                           |
| Noel - Poeta da Vila                 |                       |                                                      | Drama          |                                           |
| The Year My Parents Went on Vacation | Cao Hamburger         |                                                      | Drama          |                                           |
| O Céu de Suely                       |                       |                                                      | Drama          |                                           |
| O Cheiro do Ralo                     | Lourenço Mutarelli    |                                                      | Comedy         |                                           |
| O Livro Multicolorido de Karnak      |                       |                                                      | Comedy         |                                           |
| O Maior Amor do Mundo                |                       |                                                      | Romance        |                                           |
| O Passageiro - Segredos de Adulto    |                       |                                                      | Drama          |                                           |
| O Veneno da Madrugada                |                       |                                                      | Drama          |                                           |
| Olhar Estrangeiro                    |                       |                                                      | Documentary    |                                           |
| Ouro Negro                           |                       |                                                      | Drama          |                                           |
| Rosario Tijeras                      |                       |                                                      | Drama          |                                           |
| Se Eu Fosse Você                     |                       | Tony Ramos, Gloria Pires, Thiago Lacerda             | Comedy         |                                           |
| Seus Problemas Acabaram!!!           |                       |                                                      | Comedy         |                                           |
| Sonhos e Desejos                     |                       |                                                      | Drama          |                                           |
| Sonhos de Peixe                      | Kirill Mikhanovsky    | José Maria Alves, Rubia Rafaelle, Phellipe Haagensen | Drama          | 2006 Cannes Film Festival                 |
| The House of Sand                    | Andrucha Waddington   | Fernanda Montenegro, Fernanda Torres                 | Drama          | 2006 Sundance Film Festival               |
| Vestido de Noiva                     |                       |                                                      | Drama          |                                           |
| Vinho de Rosas                       |                       |                                                      | Drama          |                                           |
| Xuxa Gêmeas                          |                       | Xuxa                                                 |                |                                           |
| Zuzu Angel                           |                       |                                                      |                |                                           |